# محاولة ترامب أخذ صورة له في كنيسة القديس يوحنا
في 1 يونيو عام 2020، وسط احتجاجات جورج فلويد في واشنطن العاصمة، استخدم مسؤولو تنفيذ القانون الغاز المسيل للدموع وغيره من أساليب مكافحة الشغب الأخرى لإخلاء المتظاهرين السلميين بقوة من ميدان لافايت والشوارع المحيطة به، وإفساح طريق للرئيس دونالد ترمب وكبار المسؤولين للمشي من البيت الأبيض إلى كنيسة القديس يوحنا الأسقفية. حمل ترمب الكتاب المقدس ووقف مستغلًا فرصة التقاط صور له من قبل الصحف أمام بيت الأبرشية (ساحة الكنيسة)، والتي تضررت من حريق أثناء الاحتجاجات في الليلة السابقة.
استُهجنت عملية إخلاء المتظاهرين من ميدان لافايت على نطاق واسع باعتبارها متطرفة ومخالفة للتعديل الأول لدستور الولايات المتحدة الذي يقضي بحرية التجمع. قبل زيارة الكنيسة مباشرةً، ألقى ترمب خطابًا يحث فيه محافظي الولايات الأمريكية على إخماد الاحتجاجات العنيفة باستخدام الحرس الوطني «السيطرة على الشوارع»، أو «نشر جيش الولايات المتحدة وحل المشكلة بسرعة».
أدان القادة العسكريون السابقون والقادة الدينيون الحاليون والمسؤولون المنتخبون من كلا الطرفين ترمب لهذا الحدث، رغم أن بعض زملاء ترمب الجمهوريين دافعوا عن الإجراءات. وصفت صحيفة ذا نيويورك تايمز الحدث بأنه «انفجار من العنف في ظل البيت الأبيض لم يشهده أحد منذ أجيال» وربما إحدى اللحظات المميزة لرئاسة ترمب. قدمت مجموعات الحريات المدنية دعوى قضائية فيدرالية ضد ترمب، والمدعي العام الأمريكي وليام بار، وغيره من المسؤولين الفيدراليين، زاعمةً أنهم انتهكوا الحقوق الدستورية للمتظاهرين. اعتذر الضابط مارك ميلي، رئيس هيئة الأركان المشتركة الأمريكية، لاحقًا عن دوره في محاولة التقاط الصور لترمب.

## خلفية
في 25 مايو عام 2020، قُتل جورج فلويد، وهو رجل ذو بشرة سوداء يبلغ من العمر 46 عامًا، على يد ضابط شرطة ذي بشرة بيضاء من مينيابوليس، الذي ضغط بركبته على عنق فلويد لعدة دقائق أثناء الاعتقال. أثار مقطع فيديو القتل احتجاجات وأعمال شغب واسعة في جميع أنحاء الولايات المتحدة.

### «القانون والنظام»
خلال حملته الرئاسية، أعلن ترمب نفسه «مرشح القانون والنظام»، في إشارة إلى محور سياسي شاع في أواخر الستينيات من القرن العشرين على يد ريتشارد نيكسون ثم الحاكم رونالد ريغان. وكرر الموضوع في خطابه الافتتاحي: «هذه المجزرة الأمريكية تتوقف هنا وتتوقف الآن». بعد أيام من الاضطرابات الداخلية في مايو، عاد ترمب إلى نشر رسالة القانون والنظام.
في ليلة 28 مايو، نشر ترمب على تويتر، «هؤلاء السفاحون يسيئون لذكرى جورج فلويد، ولن أسمح بذلك. تحدثت للتو مع حاكم [مينيسوتا] تيم والز وأخبرته أن الجيش معه طوال الطريق. عند مواجهة أي صعوبة سنتولى زمام الأمور، ولكن عندما يبدأ النهب، يبدأ إطلاق النار. وشكرًا! اتُهمت التغريدة على تويتر لاعتبارها «تمجد العنف». قال ترمب لاحقًا إنه لم يكن يدعو إلى العنف، مشيرًا إلى إمكانية قراءة التغريدة على أنها تهديد أو بيان للحقيقة وأن التغريدة «نُشرت على أنها حقيقة وليست بيانًا». في مقابلة لاحقة، ذكر أنه كان ينوي أن تُقرأ التغريدة على أنها «مزيج من الاثنين». في 31 مايو، غرد ترمب: «القانون والنظام».
في مكالمة جماعية صباحية مع حكام الولايات الأمريكية في الأول من يونيو، قال ترمب، «عليكم بالسيطرة، إذا لم تسيطروا، فأنتم تضيعون وقتكم. سوف يدهسونكم. ستبدون كمجموعة من الحمقى. عليكم بالسيطرة». وأضاف المدعي العام بار أن «استجابة مسؤولي تنفيذ القانون لن تنجح ما لم نسيطر على الشوارع». قال وزير الدفاع مارك إسبر في المكالمة، «يجب أن نسيطر على ساحة المعركة. لديكم إمدادات قوية من الحرس». انتُقد الوزير إسبر لاحقًا لاستخدامه مصطلحات عسكرية فيما يتعلق بالاضطرابات المدنية.
ذكر مسؤول كبير في البنتاغون أن ترمب قال في اجتماع منتصف النهار في الأول من يونيو، «نحن بحاجة للسيطرة على الشوارع. نحتاج إلى 10000 جندي هنا [في واشنطن]. أريد ذلك الآن». تمت مناقشة التماس قانون الانتفاضة لنشر القوات العسكرية في الخدمة الفعلية من قبل نائب الرئيس مايك بنس الذي شجع عليه، لكن عارضه كل من المدعي العام، بيل بار، ورئيس هيئة الأركان المشتركة، مارك ميلي. التُمس القانون آخر مرة في عام 1992 بناءً على طلب كاليفورنيا ردًا على أعمال شغب رودني كينغ. طُبق أيضًا خلال حركة الحقوق المدنية لفرض الدمج العرقي المدرسي وإلغاء التمييز العنصري.
في خطابه الذي ألقاه في حديقة الورود في الأول من يونيو قبل التقاط الصورة، أعلن ترمب: «أنا رئيس القانون والنظام».

### زيارة الملجأ وردود الفعل
في 29 مايو، تجمع مئات المتظاهرين خارج البيت الأبيض. بعد الساعة السابعة مساءً بقليل، عبرت مجموعة من المتظاهرين حواجز مؤقتة بالقرب من وزارة الخزانة، على بعد نحو 350 قدمًا من الجناح الشرقي. وضعت وكالة الخدمة السرية البيت الأبيض في حالة إغلاق وأوصت ترمب وعائلته بالانتقال إلى مركز عمليات الطوارئ الرئاسي، وهو ملجأ تحت الأرض، وهذا ما فعلوه. أمضى ترمب نحو ساعة في القبو.
بقي هذا الإجراء الأمني سرًا حتى نشرته صحيفة ذا نيويورك تايمز في 31 مايو. وبحسب ما ورد، أغضبت التغطية الإعلامية ترمب، الذي شعر أنها أعطت الانطباع بأنه كان يختبئ أثناء الاحتجاجات. سخر النقاد من ترمب على وسائل التواصل الاجتماعي ووصفوه بأنه «جبان» ولقبوه بـ«فتى الملجأ». قال ترمب إنه كان في الملجأ «لفترة قصيرة جدًا... وبهدف التفتيش» ليس بهدف الاحتماء من خطر وشيك. ناقض المدعي العام ويليام بار هذا الادعاء لاحقًا، إذ قال إن احتجاجات 29 مايو «كانت سيئة للغاية لدرجة أن وكالة الخدمة السرية أوصت الرئيس بالنزول إلى الملجأ». بحسب ما ورد، أدى استياء ترمب من التغطية إلى قراره بتنظيم التقاط صورة له في كنيسة القديس يوحنا.

### حريق بيت الأبرشية
اشتعلت عدة حرائق خلال الاحتجاجات في واشنطن ليلة 31 مايو، بما في ذلك حريق في الطابق السفلي من بيت الأبرشية، وهي ساحة كنيسة القديس يوحنا الأسقفية. اقتصر أول حريق في حضانة الكنيسة وأخمده رجال الإطفاء. وفقًا لكاهن الكنيسة، القس روب فيشر، خلال الاحتجاجات «أشعل حريق في الحضانة، في قبو بيت الأبرشية». كتب فيشر أن النيران كانت صغيرة، ودمرت غرفة الحضانة لكنها تركت بقية الكنيسة سليمة، باستثناء الكتابة على الجدران التي أصلحت بسرعة. زعم ترمب لاحقًا أن «الكنيسة أُلحقت بأذى شديد» وأعاد تغريد ادعاء كاذب بأن الكنيسة «قُذفت بقنابل نارية من قبل إرهابيين».